# Agaliano Contosceles

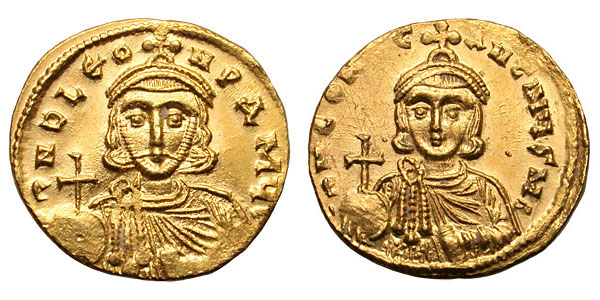
Soldo de r. e r.

Agaliano Contosceles (em grego: Ἀγαλλιανός Κοντοσκέλης; romaniz.: Agallianós Kontoskéles; m. 18 de abril de 727) foi um oficial militar e líder rebelde bizantino do século VIII. Serviu como turmarca do Tema da Hélade em 726/727, quando a região eclodiu em revolta contra o imperador Leão III, o Isauro (r. 717–741). Junto com Estêvão, possivelmente o comandante do distrito naval das Cíclades, Agaliano tornou-se líder da revolta, e um certo Cosme foi aclamado como imperador dos rebeldes.
A frota rebelde foi derrotada em 18 de abril de 727 pelo exército imperial através do uso de fogo grego. Agaliano se afogou quando caiu da borda do navio no mar com toda a sua armadura, enquanto Estêvão e Cosme foram capturados e decapitados. Sobre seu sobrenome "Contosceles" ("perna-curta"), a Pátria de Constantinopla erroneamente envolveu-o na construção do porto Contoscálio de Constantinopla.